# Ewen Macdougall

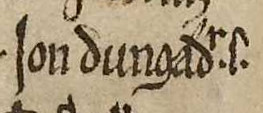
Der Name von Ewen Macdougall als Jon Dungaðarson in einem Manuskript aus dem 14. Jahrhundert

Ewen Macdougall (schottisch-gälisch Eoghan MacSomairle oder Eoghan MacDubgaill) († nach 1268) war ein schottischer Magnat, der als König der Inseln galt. Durch seine Herkunft und durch seine Besitzungen war Ewen sowohl der schottisch-gälischen wie auch der skandinavisch-norwegischen Kultur verbunden. Während der politisch unruhigen Zeit seiner zwanzigjährigen Herrschaft trotzte er zwei mächtigen Königen. Bei seinem Tod war er aber wieder im Besitz seiner ererbten Besitzungen.

## Herkunft und Erbe
Ewen entstammte der Familie Macdougall, einem Zweig der weitläufigen Familie der Seekönige der Hebriden. Er war ein Sohn von Duncan of Argyll, König der Inseln. Sein Name wird in den zeitgenössischen Chroniken in zahlreichen Versionen wiedergegeben. Dabei wurde der gälische Name Eoghan mit Eoin, dem gälischen Namen für John verwechselt. Deshalb wird Ewen in der Manx Chronicle als Johannes Dugaldi und in norwegischen Chroniken als Jon Duncasson bezeichnet. Der englische Chronist Matthew Paris nannte ihn Oenus of Argyll. In der einzigen Urkunde, die von ihm überliefert ist, nannte er sich selbst Eugenius. Nach dem zeitgenössischen englischen Chronisten Matthew Paris war er zum Ritter geschlagen worden.
In der ersten Hälfte des 13. Jahrhunderts beherrschten die Macdougalls neben Argyll auf dem schottischen Festland eine Reihe von westschottischen Inseln wie Mull, Tiree und die Treshnish Isles. Für diese Inseln waren sie den norwegischen Königen untertan. Wann Ewen als Lord of Argyll das Erbe seines Vaters antrat, ist umstritten. Möglicherweise starb sein Vater vor 1240, nach anderen Angaben bezeugte sein Vater noch 1244 eine Urkunde des schottischen Königs. Ewen begann mit dem Bau von Dunstaffnage Castle in Argyll oder ließ die von seinem Vater begonnenen Burg ausbauen, dazu besaß er das Hall House von Aros auf Mull sowie die Inselfestung Cairnburgh zwischen Mull und Tiree. Er selbst bezeichnete sich als Lord of Lorn and Benderloch and Lismore.

## Verhältnis zum schottischen König in den 1240er Jahren
Bis 1240 hatte der schottische König Alexander II. seinen Einfluss bis an die Grenzen von Argyll erweitern können, so dass Ewens Vater dessen Schutz und Anerkennung als Lord of Argyll gesucht hatte. Im Königreich der Inseln, das unter der Oberhoheit der schottischen König stand, stand Ewen in Konkurrenz zu König Ruairi, der allgemein als mächtigster Lord der Region galt. Der norwegische König Håkon IV. versuchte in den 1240er Jahren, seinen Einfluss in Westschottland auszubauen und zwang König Harald von Man zur Unterwerfung. Auch Ewen war für einige Inseln dem norwegischen König untertan, doch es gibt keine Hinweise darauf, dass er vor 1247 diplomatische Beziehungen zum norwegischen König aufgenommen hatte. Deshalb bestand für ihn als Lord of Argyll nur die Perspektive, seine Stellung als Vasall des schottischen Königs auszubauen, um seine Herrschaft zu bewahren.
Nach dem Tod von Bischof William 1241 übernahm Bischof Clement von Dunblane die Verwaltung des Bistums Argyll. Er reformierte die Finanzen des Bistums und plante, den Bischofssitz von Lismore bei Dunstaffnage auf das Festland zu verlagern. Diese Verlegung wurde zwar nicht umgesetzt, doch die Macdougalls verloren dennoch ihren dominierenden Einfluss und vor allem den Zugriff auf die Einkünfte des Bistums, derer sie sich bislang bemächtigt hatten. Bischof Clement war ein Vertrauter des schottischen Königs, und Ewens Widerstand gegen die Reformen des Bischofs führte dazu, dass sich sein Verhältnis zum König verschlechterte.

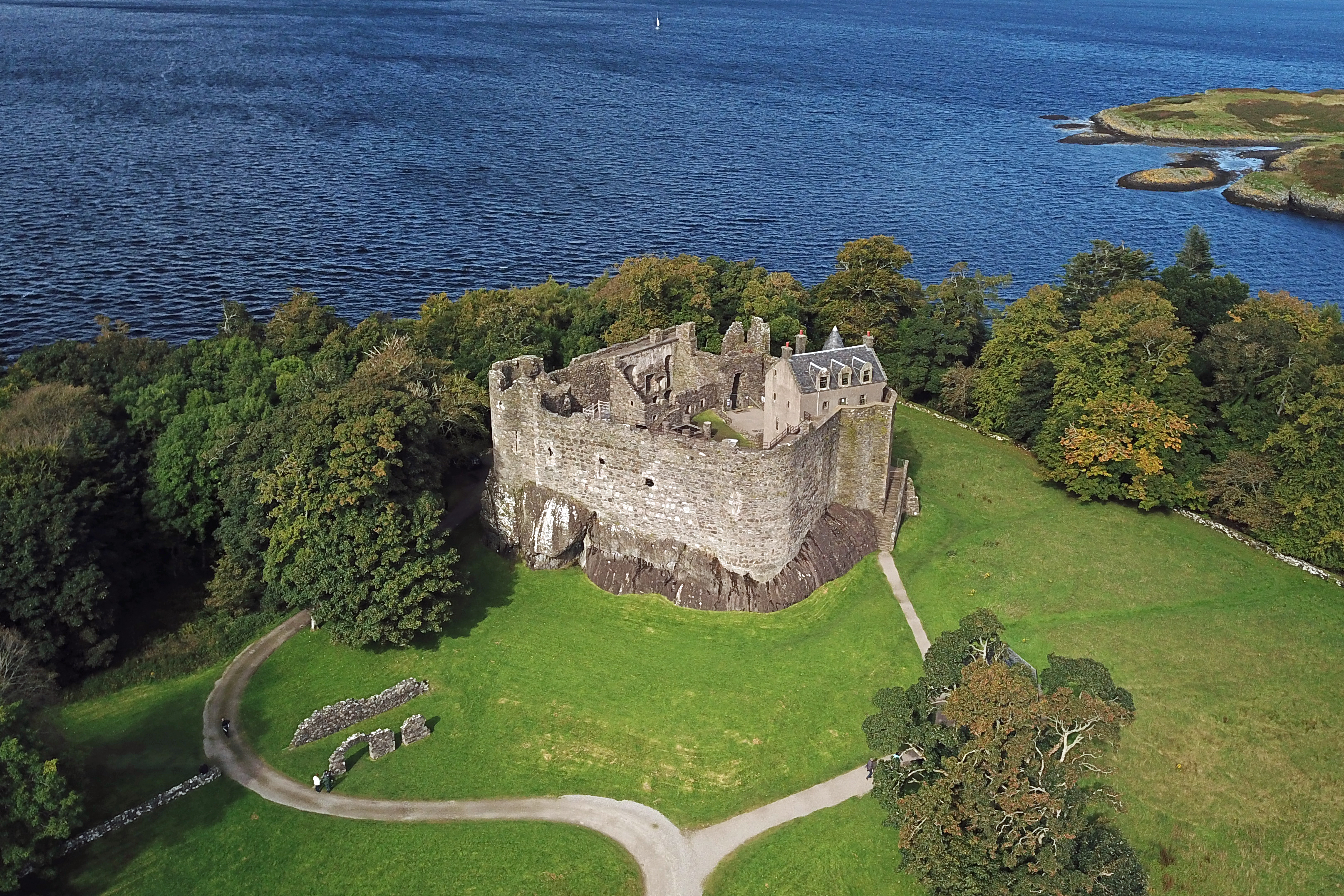
Dunstaffnage Castle, das vermutlich der Hauptsitz von Ewen Macdougall war

## Anerkennung als König der Inseln
Um 1248 reiste Ewen offenbar aus eigenem Antrieb nach Bergen in Norwegen zu König Håkon. Ein Grund dafür war möglicherweise die Krönung des norwegischen Königs, zu der Ewen aber offenbar nicht eingeladen worden war. Ewen wollte vielleicht durch einen persönlichen Treueschwur eine engere Bindung zu seinem Oberherrn aufbauen. Dazu kam der Tod eines Macsomerleds, wahrscheinlich von König Ruairi, in einer Schlacht in Irland. Damit war der Titel eines Königs der Inseln vakant und Ewen hoffte, den Titel vom norwegischen König verliehen zu bekommen. Ein anderer oder weiterer Grund waren vielleicht die Kaufangebote, die der schottische König 1244 und 1248 dem norwegischen König für das Königreich der Inseln gemacht haben soll. Allerdings reiste auch Ewens Großcousin, Ruairis Sohn Dugald nach Norwegen. Dort versuchten beide, von König Håkon als König der Inseln bestätigt zu werden. Der norwegische König ernannte aber zunächst König Harald von Man zum König, der im Herbst 1248 nach Westschottland zurückreiste. Als Anfang 1249 die Nachricht vom Schiffbruch und Tod Haralds in Bergen eintraf, ernannte der norwegische König Ewen zum neuen König der Inseln. Dann schickte er ihn sofort nach Westschottland zurück, um die Verwaltung der Isle of Man und der westschottischen Inseln zu übernehmen.

## Krieg mit dem schottischen König
Der norwegische König befürchtete, dass der schottische König Alexander II. nach dem Tod des Königs von Man das entstandene Machtvakuum ausnutzen und die norwegischen Besitzungen erobern wollte. Tatsächlich hatte Alexander II. bereits im Februar 1249 eine Ratsversammlung abgehalten, in der es wahrscheinlich um die Lage in Argyll ging. Er zweifelte an Ewens Loyalität als Lord of Argyll und wollte ihn als unbotmäßigen Vasallen unterwerfen. Vielleicht plante er auch, nicht nur Argyll, sondern das Königreich der Inseln zu erobern und seinem Reich einzugliedern. Im Frühjahr 1249 führte der schottische König deshalb eine Armee und eine Flotte nach Argyll. Dann berief er Ewen zu sich. Dieser war sich seiner schwierigen Lage bewusst und verlangte die Stellung von vier schottischen Earls als Geiseln, ehe er den schottischen König treffen wollte. In dem Treffen, das an einem unbekannten Ort stattfand, verlangte der schottische König, dass Ewen ihm Mull und die anderen Inseln übergab, die er unter der Oberherrschaft des norwegischen Königs hielt. Im Gegenzug sollte Ewen umfangreiche Besitzungen in Schottland erhalten. Als Ewen sich weigerte, seinen Treueid gegenüber dem norwegischen König zu brechen, erwiderte der verärgerte Alexander II., dass kein Mann zwei Herren untertan sein könne. Ewen widersprach, dass er sehr wohl zwei Herren dienen könne, solange die sich nicht gegeneinander im Krieg befanden. Nach den nordischen Sagas sah sich Ewen als ehrenwerter Mann mit einer unnötigen und unmöglichen Aufforderung eines seiner beiden Oberherrn konfrontiert. Er blieb bei seiner Ablehnung des Angebots, worauf die Verhandlungen abgebrochen wurden. Dann zog er sich auf die Insel Lewis zurück.  Bevor es nun zu einer militärischen Entscheidung kam, erkrankte der schottische König und starb im Juli 1249 auf Kerrera, einer Insel im Besitz von Ewen. Daraufhin wurde der schottische Feldzug abgebrochen. Argyll blieb aber im Besitz der schottischen Krone und wurde von königlichen Vögten verwaltet. Dazu war es den Schotten gelungen, dass das Bistum Argyll vollständig unter die Kontrolle der schottischen Bischöfe unterstellt wurde. Auch wenn der schottische König nicht alle seiner Ziele erreicht hatte, war Ewens Stellung erheblich geschwächt worden. Noch 1249 erkannte der norwegische König auch Ewens Rivalen Dugald Macruairi als seinen Unterkönig an.

## Exil und Rückgewinnung der Macht in Argyll

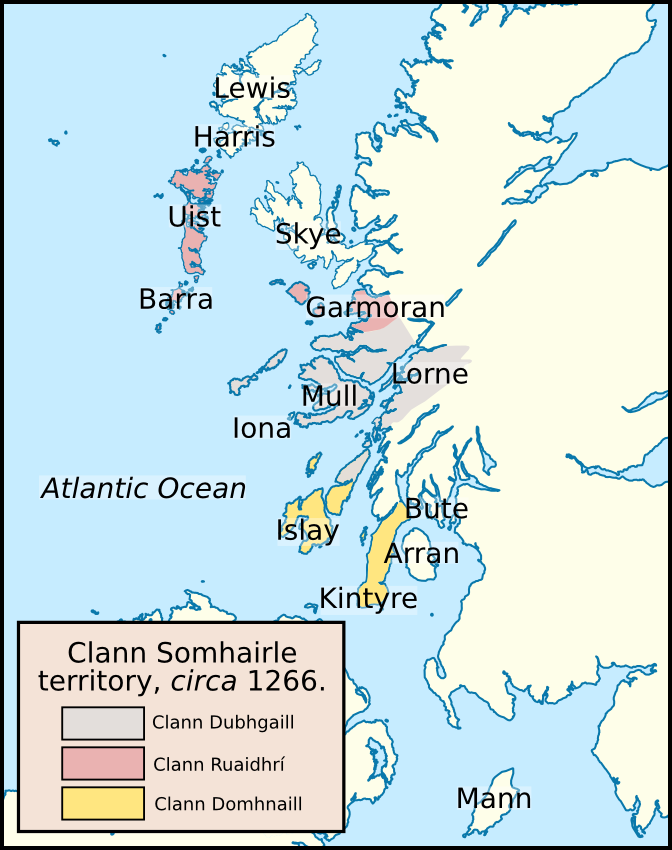
Das Königreich der Inseln um 1266. Grau die Besitzungen von Ewen Macdougall.

Auf der Isle of Man war es nach dem Tod von König Harald Óláfsson zu Machtkämpfen zwischen den lokalen Adligen gekommen. 1250 erreichte Ewen zusammen mit Haralds jüngerem Bruder Magnus und einer kleinen norwegischen Flotte die Insel. Magnus sollte als neuer König eingesetzt werden, doch vermutlich weil Ewen als König der Inseln die Oberherrschaft beanspruchte, kam es zu Gefechten zwischen den Kriegern von Ewen und der einheimischen Bevölkerung. Noch im selben Jahr mussten Ewen und Magnus von der Insel flüchten. Daraufhin wandte sich Ewen Irland zu, wo sich die einheimische irische Bevölkerung gegen die englische Eroberung wehrte. Ewen schloss ein Bündnis mit Brian Ó Néill, der den Titel Hochkönig von Irland beanspruchte und der auch von Dugald Macruairi und Angus Mor, Lord of Islay unterstützt wurde. 1253 war Ewen zusammen mit Dugald Macruairi erneut zum norwegischen König nach Bergen gereist. Von dort nahm er als Söldnerführer an einem Feldzug des norwegischen Königs gegen Dänemark teil.
In Schottland führte nach dem Tod von Alexander II. ein Regentschaftsrat die Regierung für den minderjährigen Alexander III. 1255 griff der englische König Heinrich III. in die schottische Politik ein. Er unterstützte den Sturz der bisherigen Regierung durch Alan Durward und intervenierte auch zugunsten des norwegischen Königs auf den westschottischen Inseln. Heinrich III. stellte Ewen unter seinen Schutz und versprach ihm, sich für die Rückgabe von Argyll einzusetzen. Wahrscheinlich gewährte der englische König Ewen diese Unterstützung aber nur unter der Bedingung, dass er nicht weiter die Iren im Kampf gegen die Engländer unterstützte. Der neue, von Alan Durward geführte Regentschaftsrat erkannte nach 1255 Ewen wieder als Lord of Argyll an. Er musste aber dem schottischen König jährlich einen hohen Tribut zahlen.

## Rolle im Norwegisch-Schottischen Krieg ab 1263
1263 kam es neuen Spannungen zwischen Norwegen und Schottland. König Håkon IV. führte selbst einen Feldzug nach Schottland, um seine Herrschaftsansprüche über die westschottischen Inseln gegenüber dem schottischen König durchzusetzen. Er forderte Ewen auf, sich seiner Flotte anzuschließen. Anfang August 1263 erfuhr Håkon jedoch, dass Ewen ihn vermutlich nicht unterstützen würde. Als die norwegische Flotte ihren Feldzug fortsetzte, suchte Ewen vor Gigha den norwegischen König auf. Håkon empfing Ewen, der erklärte, dass er gegenüber dem schottischen König loyal bleiben würde. Deshalb bat Ewen den norwegischen König, ihn von seinem Treueeid zu entbinden und seine westschottischen Besitzungen an jemand anders zu vergeben. Daraufhin nahm ihn Håkon in ehrenvolle Gefangenschaft, was als ausgesprochen milde Bestrafung gilt. Im September wurde Ewen während der Verhandlungen zwischen Håkon und dem schottischen König freigelassen. Er trennte sich im Einvernehmen mit dem norwegischen König, möglicherweise sollte er als Vermittler beim schottischen König dienen. Die Verhandlungen blieben aber erfolglos. Als die norwegische Flotte sich im Oktober wieder nach Norden zurückzog, kam es vor Kerrera zu ergebnislosen Verhandlungen zwischen Vertretern von Ewen und dem norwegischen König. Ewen hatte während des Feldzugs auch den schottischen König kaum unterstützt. Seine schwankende Haltung lässt sich vermutlich dadurch erklären, dass er versuchte, sich gegenüber beiden Parteien abzusichern. Schließlich vergab Håkon im Oktober die Besitzungen von Ewen an Dugald Macruari und dessen Bruder Alan. Håkon starb Ende 1263 auf Orkney, womit der norwegische Feldzug gescheitert war. 1264 drohten die Gefolgsleute von Ewen aus Argyll dem benachbarten Angus Mor von Islay, seine Besitzungen anzugreifen, falls er weiterhin die Norweger unterstützen würde. Daraufhin war der schottische König von der Loyalität von Ewen überzeugt. Im Frieden von Perth fielen die westschottischen Inseln 1266 endgültig an Schottland. Wie die anderen westschottischen Lords, die sich dem schottischen König unterworfen hatten, durfte Ewen sein Land behalten und galt fortan als schottischer Magnat. Als Lord of Argyll und der Inseln konnte er sich jedoch eine besondere Stellung unter den Magnaten bewahren. 1268 bezeugte er eine Urkunde des Earl of Strathearn, vermutlich als dieser seine Tochter Mary heiratete. Danach wird er nicht mehr erwähnt.

## Nachkommen
Nach älteren Angaben soll Ewen keine überlebenden Söhne, sondern nur Töchter hinterlassen haben. Er hatte aber mindestens einen Sohn und eine Tochter:
- Alexander Macdougall († 1310)
- Mary Macdougall († 1302) ⚭ (1) Magnus Óláfsson, König von Man († 1265); ⚭ (2) Malise, 5. Earl of Strathearn († 1271), ⚭ (3) Hugh Abernethy († 1291/2), ⚭ (4) William Fitzwarin († 1299)

Seinen Sohn und Erben Alexander benannte Ewen vermutlich nach dem schottischen König Alexander III.